# Тюлячинський район
Тюлячинський район (рос. Тюлячинский район, тат. Теләче районы) — муніципальний район у складі Республіки Татарстан Російської Федерації.
Адміністративний центр — село Тюлячі.

## Адміністративний устрій
До складу району входять 13 сільських поселень:
1. Абдинське сільське поселення — с. Абді;
2. Айдаровське сільське поселення — с. Айдарово;
3. Аланське сільське поселення — с. Алан;
4. Баландиське сільське поселення — с. Баландиш;
5. Великометескінське сільське поселення — с. Великі Метескі;
6. Великомеське сільське поселення — с. Велика Меша;
7. Великонирсинське сільське поселення — с. Великі Нирси;
8. Верхньокібякозінське сільське поселення — с. Верхні Кібякозі;
9. Малокібякозінське сільське поселення — с. Малі Кібякозі;
10. Старозюрінське сільське поселення — с. Старі Зюрі;
11. Тюлячинське сільське поселення — с. Тюлячі;
12. Узяцьке сільське поселення — сел. Узяк;
13. Шадкінське сільське поселення — с. Шадкі.